# 上施圖登特山

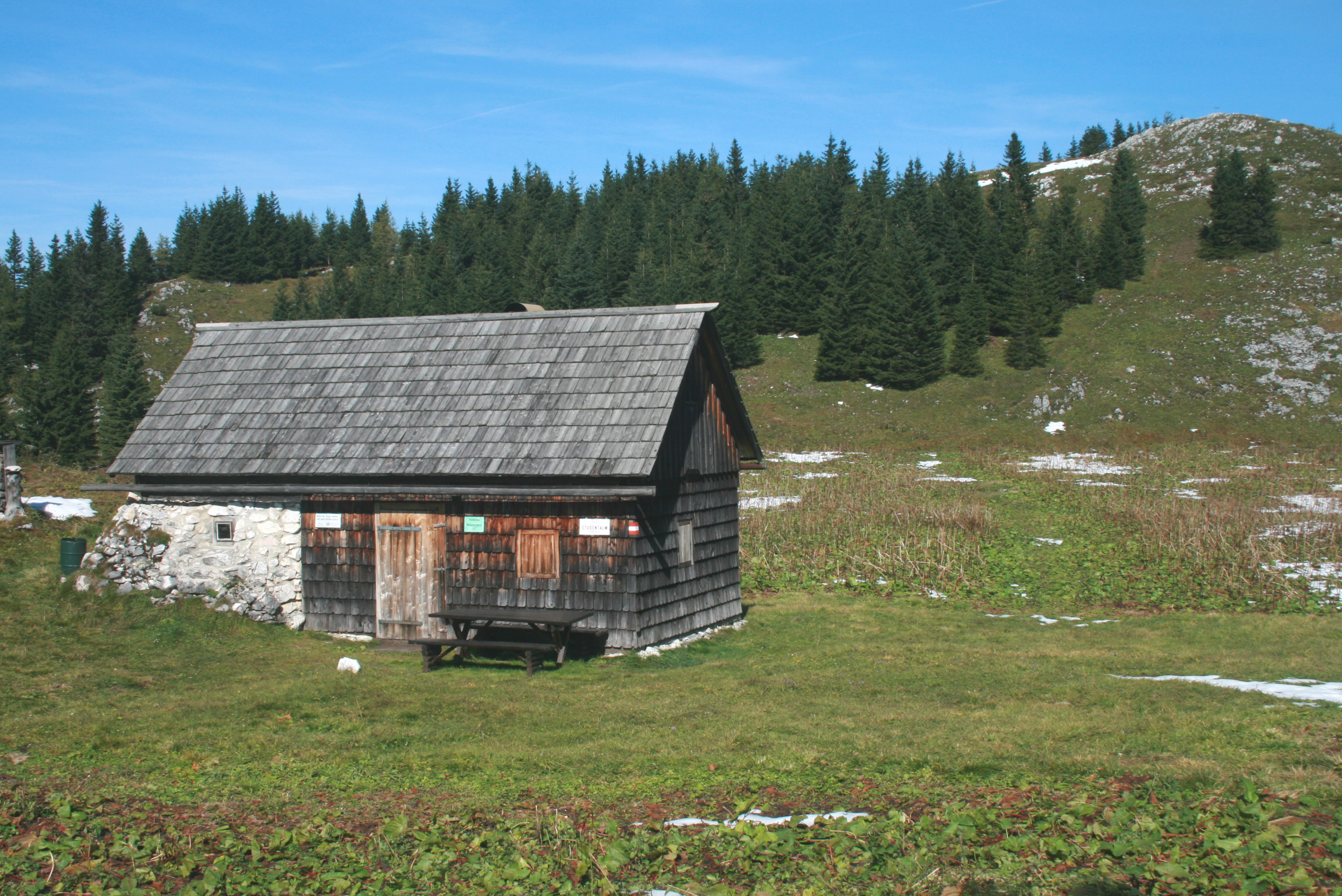

47°44′14″N 15°23′39″E / 47.73722°N 15.39417°E
上施圖登特山（德語：Hohe Student），是奧地利的山峰，位於該國東南部，由施泰爾馬克州負責管轄，屬於米爾茨施泰格阿爾卑斯山脈的一部分，距離托尼翁山2.5公里，海拔高度1,539米。